# Liste der Bodendenkmale in Dohren (Nordheide)
In der Liste der Bodendenkmale in Dohren sind alle Bodendenkmale der niedersächsischen Gemeinde Dohren (Nordheide) aufgelistet. Die Quelle ist der Denkmalatlas Niedersachsen. Der Stand der Liste ist der 30. Oktober 2024.

## Allgemein

Dohren im Landkreis Harburg

In den Spalten finden sich folgende Informationen des Bodendenkmales:
Lagegeographische Koordinaten
BezeichnungBezeichnung lt. Denkmalatlas
BeschreibungBeschreibung lt. Denkmalatlas
IDObjekt-ID
BildBild, ggf. zusätzlich mit Link zu weiteren Fotos im Medienarchiv Wikimedia Commons.

## Dohren
| Lage                        | Bezeichnung          | Beschreibung | ID       | Bild |
| --------------------------- | -------------------- | --- | -------- | ---- |
| 53° 19′ 37″ N, 9° 41′ 28″ O | Dohren 5, Grabhügel  | Rest eines Grabhügels. Rand deutlich abgesetzt. Mitte weitgehend zerstört. Durchmesser 10 m und erhaltene Höhe 0,5 m.                                                               | 28960170 | BW   |
| 53° 19′ 48″ N, 9° 42′ 7″ O  | Dohren 8, Grabhügel  | Rest eines großen, flachen Grabhügels. Es steht nur noch ein Quadrant. Ursprünglicher Durchmesser 17 m, erhaltene Höhe des Teilstücks 0,3 m.                                        | 28960171 | BW   |
| 53° 19′ 51″ N, 9° 42′ 10″ O | Dohren 9, Grabhügel  | Rest eines Grabhügels, südliche Hälfte vorhanden. Nordteil durch Anlage einer Grube und Feuerstelle beseitigt. Ursprüngliche Durchmesser 12 m, erhaltene Höhe des Teilstücks 0,7 m. | 28960172 | BW   |
| 53° 19′ 52″ N, 9° 42′ 10″ O | Dohren 11, Grabhügel | Weitgehend abgetragen. Vorhanden ist der Südostquadrant. Ursprünglicher Durchmesser 12 m, erhaltene Höhe 0,6 m.                                                                     | 28960265 | BW   |
| 53° 19′ 55″ N, 9° 42′ 8″ O  | Dohren 12, Grabhügel | Reste eines Grabhügels. Mittig durch Forstweg durchschnitten. Ehemaliger Durchmesser 10 m, erhaltene Höhe 0,5 m-                                                                    | 28960266 | BW   |
| 53° 18′ 59″ N, 9° 42′ 46″ O | Dohren 13, Grabhügel | Sanft gewölbt mit deutlich abgesetztem Rand. Durchmesser 15 m, erhaltene Höhe 0,8 m.                                                                                                | 28960267 | BW   |
| 53° 18′ 58″ N, 9° 42′ 47″ O | Dohren 14, Grabhügel | Sanft gewölbt mit gut erkennbarem Rand. Kleinere Eingrabung im Nordteil. Durchmesser 15 m, erhaltene Höhe 1 m.                                                                      | 28960268 | BW   |
| 53° 18′ 59″ N, 9° 42′ 49″ O | Dohren 15, Grabhügel | Flach, oberflächlich stark zerwühlt. Beiderseits tief eingeschnittene historische Wegespuren. Durchmesser 15 m, erhaltene Höhe 1 m.                                                 | 28960269 | BW   |
| 53° 18′ 50″ N, 9° 43′ 33″ O | Dohren 17, Grabhügel | Flach mit sanft auslaufendem Rand. Durch Forststreifenpflug überpflügt. Durchmesser 13 m, erhaltene Höhe 0,7 m.                                                                     | 28960270 | BW   |
| 53° 18′ 23″ N, 9° 43′ 42″ O | Dohren 19, Grabhügel | Wuchtig. Oberfläche stark zerwühlt; mehrere große Eingrabuungen, vermutlich Unterstände und ein Grenzgraben an der Nordseite stören. Durchmesser ca. 17 m, erhaltene Höhe 1,5 m.    | 28960271 | BW   |
| 53° 18′ 20″ N, 9° 43′ 47″ O | Dohren 20, Grabhügel | Wuchtig mit deutlich abgesetztem Rand. Leichte Eindellung in der Kuppe und Tierbaue stören die Oberfläche leicht. Durchmesser 18 m, erhaltene Höhe 1,5 m.                           | 28960272 | BW   |
| 53° 18′ 25″ N, 9° 43′ 53″ O | Dohren 21, Grabhügel | Groß, flach mit eingeebneter Kuppe. An Ostseite der Randbereich etwa 3 m breit durch tief eingefahrene historische Wegspuren gestört. Durchmesser 21 m, erhaltene Höhe 1,4 m.       | 28960273 | BW   |